# Moma rosea
Moma rosea är en fjärilsart som beskrevs av Tutt 1891. Moma rosea ingår i släktet Moma och familjen Pantheidae. Inga underarter finns listade i Catalogue of Life.